# Opius harlequin
Opius harlequin är en stekelart som beskrevs av Fischer 1972. Opius harlequin ingår i släktet Opius och familjen bracksteklar. Inga underarter finns listade i Catalogue of Life.